# Yegor Sharangovich
Yegor Sharangovich (Minsk, Bielorrusia, 6 de junio de 1998) es un jugador profesional bielorruso de hockey sobre hielo que se desempeña en la posición de centro en Calgary Flames, equipo de la National Hockey League (NHL).

## Carrera
Fue seleccionado en la quinta ronda en la NHL Entry Draft de 2018. En 2020 hizo su debut profesional con el equipo New Jersey Devils, en el cual jugó tres temporadas (2020-2023), después pasó a Calgary Flames, donde lleva jugando una temporada.